# روبي غالاغير
روبي غالاغير (بالإنجليزية: Robbie Gallagher)‏ هو سياسي أيرلندي، ولد في 19 فبراير 1968 في جمهورية أيرلندا. حزبياً، نشط في فيانا فايل. وقد انتخب عضو مجلس الشيوخ من أيرلندا عن دائرة Labour Panel ‏ وقد انضم خلال فترته النيابية ‏ (8 يونيو 2016 – )  للكتلة البرلمانية فيانا فايل.